# Natalja Bojewa
Natalja Bojewa  (russisch Наталья Боева, wiss. Transliteration Natal'ja Boeva, * 1989 in Leningrad) ist eine russische Opernsängerin (Mezzosopran).

## Leben und Werk
Bojewa studierte am Rimski-Korsakow-Konservatorium und an der Ekida-Universität in Sankt-Petersburg Chorleitung und Gesang und absolvierte ihren Bachelor. Sie sang in zahlreichen Oratorien, konzertierte bei Liederabenden und debütierte am Sankt Petersburger Musiktheater als Dorabella in Cosi fan tutte
Nach dem Studium sang sie am Sankt Petersburger Staatlichen Musiktheater Zazerkalie die Angelina in Rossinis La Cenerentola und Noahs Frau in Brittens Noahs Flut und debütierte 2016 am Eremitage-Theater als Judith in Herzog Blaubarts Burg. Beim Rossini Opera Festival in Pesaro sang sie die Maddalena in Il viaggio a Reims. Von 2016 bis 2018 absolvierte Bojewa in München den Mastererstudiengang „Musiktheater“ an der Theaterakademie August Everding und studierte dort Gesang bei Christiane Iven.
Bojewa gewann 2018 den Internationalen Musikwettbewerb der ARD im Fach Gesang und erhielt bei diesem Wettbewerb außerdem den ersten Preis für die beste Interpretation der Auftragskomposition von Stefano Gervasoni.
Ab der Spielzeit 2018–2019 ist Natalja Bojewa Ensemblemitglied am Staatstheater Augsburg und war dort unter anderem als Preziosilla in Verdis La forza del destino, als Charlotte in Massenets Werther und als Jackie Onassis in der Europäischen Erstaufführung von David T. Littles John F. Kennedy zu erleben.